# ۲-ایکس‌ال
۲-ایکس‌ال (انگلیسی: 2-XL) یک ربات اسباب‌بازی آموزشی است که از سال ۱۹۷۸ تا ۱۹۸۱ توسط شرکت میگو و از ۱۹۹۲ تا ۱۹۹۵ توسط تایگر الکترونیکس به بازار عرضه شد. ۲-ایکس‌ال نخستین «اسباب‌بازی هوشمند» بود که هوش، حافظه، گیم‌پلی و واکنش‌پذیری ابتدایی را به نمایش گذاشت. ۲-ایکس‌ال دارای یک «شخصیت» بود که کودکان را ضمن تعامل با ربات سخنگو، متمرکز نگه می‌داشت و آنان را به چالش می‌کشید. به‌واسطهٔ استفاده از لطیفه‌ها و جملات خنده‌دار به‌عنوان تقویت‌کننده‌های کلامی، یادگیری با این ربات بهینه‌سازی شده بود. ۲-ایکس‌ال به‌عنوان یک گام مهم در توسعهٔ اسباب‌بازی‌ها، به‌ویژه اسباب‌بازی‌های آموزشی، در نظر گرفته می‌شد. این ربات برندهٔ جوایز بسیاری شد و پلی‌تینگز، مجلهٔ تخصصی صنعت اسباب‌بازی، تصویر ۲-ایکس‌ال را به‌عنوان یکی از ده اسباب‌بازی برتر این صنعت در تمام دوران‌ها، بر روی جلد نسخهٔ ۷۵ سالگی خود قرار داد. نام ۲-ایکس‌ال یک جناس از عبارت «To Excel» است.

## جوایز
هر دو نسخهٔ ۲۰ایکس‌ال در طول زمان حضور خود در بازار برندهٔ صدها جایزه شدند که از جملهٔ آن‌ها می‌توان از جایزهٔ مجلهٔ فمیلی‌فان برای بهترین اسباب‌بازی در سال ۱۹۹۲، و افتخار بهترین اسباب‌بازی اروپا در ردهٔ سنی ۳ تا ۵ سال از سوی مجلهٔ رایت استار در سال ۱۹۹۳ نام برد. در شمارهٔ هفتاد و پنجمین سالگرد مجلهٔ پلی‌تینگز، تصویر ۲-ایکس‌ال روی جلد این مجله قرار گرفت و به‌عنوان یکی از ده اسباب‌بازی برتر تمام دوران‌ها معرفی شد. نسخهٔ ساختهٔ تایگر الکترونیکس ربات ۲-ایکس‌ال نیز برندهٔ جایزهٔ بهترین اسباب‌بازی آموزشی شرکت والت دیزنی در سال ۱۹۹۲ شد.